# 張天霖
張天霖（1978年10月31日—），台灣男演員，本名張駿平，畢業於漳和國中、台北市立建國中學補校、真理大學運動管理學系。主要演藝工作以電視劇為主，另有廣告代言與 MV 演出，也有跨行書籍著作及電影導演等、首部執導的作品即為電影《台妹向前衝》。

## 經歷
張天霖在高二的時候拍攝周華健的音樂錄影帶〈朋友〉，在倪雅倫的介紹下，與經紀人方登愷簽約，後與同為模特兒的藝人孟廣美、倪雅倫、賴雅妍、楊祐寧等人開始發展事業。在結束7年多的模特兒工作後，他開始參與電視劇演出，主要以偶像劇為主。

2023年被目擊與女星洪小鈴聚會結束後，挽著手走在街道上，之後大方認愛。兩人在16年前就是螢幕情侶，緋聞傳多年，如今喜事成真。

2024年12月4日與洪小鈴宣佈已經登記結婚而且懷孕。2025年4月，女兒誕生。

## 電視劇
- 2001年：《吐司男之吻》（飾-大毛）
- 2002年：《甜檸檬之戀》（飾-賈天樂）
- 2002年：《吐司男之吻Ⅱ》愛情本事
- 2003年：《我的秘密花園》（飾-黃耀輝）
- 2003年：《星願》（飾-雷皓陽）
- 2004年：《香草戀人館》（飾-易克帆）
- 2004年：《我的秘密花園2》（飾-黃耀輝）
- 2004年：《男丁格爾》（飾-秦乃豪）
- 2005年：《雙璧傳說》（飾-方耀德、張基良）
- 2006年：《艾曼紐要怎樣》（客串）
- 2006年：《青春達陣》（飾-陳浩天）
- 2006年：《戀愛女王》（飾-左少棠）
- 2006年：《Q狼特勤組》（飾-胡藍）
- 2006年：《叫一聲媽媽》
- 2006年：《藍色生死險》
- 2007年：《豪門本色》（飾-顏家暉）
- 2008年：《歡喜來逗陣》（客串大飛一角）
- 2008年：《我的右腿》（飾-謝特）
- 2008年：《我家不打烊》
- 2008年：《鮮女宅急配》（飾-超群）
- 2008年：《牽牛花開的日子》中國播出時稱《记得我爱你》（飾-江大宇）
- 2009年：《開封有個包青天》(飾-張士杰)
- 2010年：《妻子們的戰爭》（飾-劉顯耀）
- 2010年：《家有四千金》（飾-陳沛安）
- 2010年：《愛的練習題》（飾-張和仁）
- 2013年：《兩個爸爸》（飾-方飛竹）
- 2014年：《非緣勿擾》（飾-陳鵬）
- 2014年：《深爱食堂》 （飾-教練）(第8集)
- 2015年：《封神英雄》 （飾-趙公明）
- 2015年：《向着幸福前進》（飾-韓笑父）
- 2015年：《抗倭英雄戚繼光》 （飾-嚴世蕃）
- 2015年：《冲出月亮岛》
- 2015年：《刀光枪影》（飾-江秋生）
- 2015年：《蜀山戰紀之劍俠傳奇》（飾-屠霸）
- 2015年：《昙花梦》（飾-方捷）
- 2017年：《降龙伏虎小济公》（飾-大鵬）(網絡劇)
- 2017年：《双世寵妃》（飾-魔帝）(網絡劇)
- 2017年：《百战天狼》（飾-黑鹰）
- 2018年：《寻秦记》（飾-韓闯）(網絡劇)
- 2018年：《踏火行歌》（飾-王驚雷）
- 2018年：《台妹向前衝》（執行導演）
- 2018年：《双世宠妃II》(網絡劇)（飾-韋將軍）(客串)
- 2019年：《明月照我心》(網絡劇)(客串)
- 2019年：《半城明媚半城雨》(網絡劇)（飾-天禧皇帝）(客串)
- 2020年：《天醒之路》（飾-燕秋辞）
- 2020年：《三嫁惹君心》（飾-舒博）
- 2021年：《灵域》（飾-宋禹）
- 2021年：《双世宠妃III》(網絡劇)（飾-韋纵横/韋阡陌）(客串)
- 2021年：《公子倾城》(網絡劇)（飾-凱爾比）
- 2022年：《機智校園生活-青春萬歲》（飾-洪朝元）
- 2023年：《婚姻結業式2》（飾-林志峰）
- 2023年：《蝶影》(網絡劇)（飾-山本清男）(客串)
- 2023年：《開創者》（飾-陳建偉）
- 待播中：《生死一线间》(2012年拍攝)

## 音樂錄影帶
- 周華健《朋友》
- 吳宗憲《患得患失》
- 李翊君/迪克牛仔《回頭是岸》
- 錦繡二重唱《天涼好個秋》
- 游鴻明《音樂愛情故事》
- Linda《音樂愛情故事》
- 許茹芸《留低鎖匙》
- 周幼婷《靜岡》

## 書籍
- 男兒當自強-PURE BODY-
- 男人 氣味 張天霖寫真集

## 外部連結
- 張天霖_jetstar粉絲團
- 張天霖_jetsta新浪微博